# Генеральний хірург США
Генеральний хірург США (англ. Surgeon General of the United States) — голова Офіцерського корпусу охорони здоров'я США, який є основним представником з питань охорони громадського здоров'я у федеральному уряді Сполучених Штатів Америки. Управлінський персонал власного офісу Генерального хірурга зі штабом утворюють Офіс Генерального хірурга США (OSG).

## Зміст

Знаки розрізнення Генерального хірурга США

Кандидатура Генерального хірурга США виноситься на розгляд Сенату особисто Президентом країни. Особа, яка претендує на посаду, має входити до Офіцерського корпусу охорони здоров'я та мати спеціалізовану підготовку або значний досвід у реалізації програм охорони громадського здоров'я. Ця особа може призначається на посаду терміном 4 роки в залежності від того, чи є чинний помічник міністра охорони здоров'я кадровим офіцером Корпусу охорони здоров'я, і має чин віце-адмірала.
За станом на 17 липня 2017 року тимчасово обов'язки Генерального хірурга США виконує контр-адмірал Сільвія Трент-Адамс.
29 червня 2017 року Президент Д.Трамп номінував Сенату на цю посаду Джерома Адамса.
Генеральний хірург США підпорядковується помічнику міністра охорони здоров'я і соціальних служб США, хто може бути 4-зірковим адміралом Офіцерського корпусу охорони здоров'я і є головним радником міністра (секретаря) охорони здоров'я і соціальних служб з питань охорони здоров'я й наукових проблем, пов'язаних з цією галуззю. Генеральний хірург є головою Офіцерського корпусу охорони здоров'я, що нараховує 6 500 кадрових членів військових медичних працівників.